# Договорное рабство

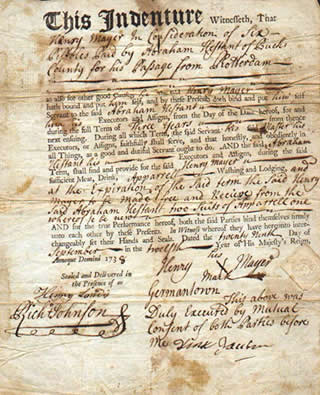
Пример договора об отработке 1738 года, колония Пенсильвания

Договорное рабство (англ. Indentured servitude) — это договор, при котором ранее свободный человек обязуется работать без оплаты на другого человека в течение определённого времени. При этом хозяин, с которым заключён договор, может продать работника третьей стороне, с тем чтобы он также бесплатно работал на неё весь положенный по договору срок. Часто люди подписывали подобные договоры, чтобы их доставили до той или иной территории (колонии, страны). После завершения срока договора работник получал полную свободу и порой даже земельный участок. Иногда таким образом отрабатывали прошлые денежные долги и проигранные судебные иски. Такие ситуации порой сопровождались жестокой эксплуатацией человека, часто работник умирал до окончания срока договора.
В русскоязычной литературе используются термины кабальные (законтрактованные) слуги, сервенты.
В наше время в большинстве стран мира подобные отношения приравнены к рабству и являются незаконными.

## Северная Америка
До XVIII века в тогда ещё Британской Северной Америке договорное рабство было обычным явлением. Бедные европейцы использовали его, чтобы приехать в Северную Америку, поскольку не имели своих денег: проезд через Атлантический океан стоил дорого. По истечении срока договора переселенец мог свободно работать на себя или на другого работодателя уже за зарплату. Иногда договор подписывали с капитаном судна, а капитан затем продавал таким образом человека нанимателю в колонии. Большая часть людей работала на фермах и как домашняя прислуга, иногда они были учениками ремесленников. При несоблюдении условий, скажем, бегстве, беглецов разыскивали и по суду заставляли отработать срок.
Около 50 — 60 % белых переселенцев в американских колониях между 1630 годом и Американской революцией были связаны подобными договорами. Большая часть слуг была именно из таких людей. Общее число приехавших европейцев в 13 колоний в Северной Америке к 1775 году составило 500 000 человек. 55 000 из них были связаны договорным рабством. Из 450 000 европейцев, 48 % приехали по контрактам, 75 % из них были моложе 25 лет. В те времена возраст совершеннолетия для мужчины составлял 24 года. Средний срок договора — 3 года. Зачастую это были племянники, кузены, которые получили от родственника помощь в переезде и затем так расплачивались.
Иногда европейцев силой отвозили на работу в Америку, как в случае с Питером Уильямсоном (1730—1799). Историк Ричард Хофштадтер писал, что часть населения Северной Америки — это потомки тех, кого привезли силой. Часто вербовщики просто обманывали людей, к примеру как Уильям Тьен, обманувший 840 человек в Британии. Белых закабалённых работников подвергали таким же наказаниям, как и чернокожее население. Договорное рабство использовалось и как наказание — ссылали за восстания и гражданские конфликты с правительством. Оливер Кромвель отправил таким образом тысячи человек из Британии, это были пленные после битвы при Престоне в 1648 году и в битве при Вустере в 1651 году. Король Яков Второй так же ссылал пленных после восстания Монмунта в 1685 году, так поступали вплоть до XVIII века.
В XVIII и начале XIX века детей из Великобритании и Ирландии нередко просто похищали и отправляли на работу в американские колонии, часто без всяких договоров.
Люди не имели права вступать в брак без разрешения хозяина, пока действует срок договора. Их могли избивать, они были лишены юридической помощи в судах. Служанок зачастую насиловали. Почти никогда за это насильник не нёс наказания. Закабалённый работник просто не имел ни средств для поездки в суд, ни денег на юриста, ни разрешения отлучиться с места работы, а без разрешения он не имел право его покидать.
После Американской революции иммиграция в Северную Америку упала. Долгосрочные трудовые контракты на фоне спада в экономике стали невыгодны. В Филадельфии доля договорных рабов среди жителей снизилась в течение войны за независимость США с 17 % до 6,4 %. После войны былое число белокожих слуг уже не восстановилось, эти места заняли люди других рас. В США и Британии приняли несколько законов, которые помогли снизить число таких договоров. В США в 1833 году запретили тюремное заключение для тех, кто отказался соблюдать заключённое договорное рабство, что сделало невозможным преследование беглых белых слуг с помощью государственных судов. В итоге договорное рабство перестало быть экономически выгодным.

## Карибский бассейн
В XVII веке около 10 000 шотландских и ирландских военнопленных, захваченных в войнах трёх королевств, ввезли в английские колонии в Вест-Индии в качестве договорных рабов.
В 1838 году после отмены рабства, британцы вместо негров-рабов начали массово нанимать на работу индийцев-бедняков. Наиболее востребованными стали индийские женщины, но они должны были быть незамужние. Но из-за резкого наплыва работников рынок труда переполнился и не смог всех востребовать. В результате там, куда прибывали индийские работники, среди них начались голод и повальная нищета. Это привело к системе кабальных трудовых договоров, по сути делавших индийцев новым типом рабов — они трудились на плантациях.
Также нанимались работники из европейских стран. До 1840 года из Европы около 500 000 человек прибыло в Карибский бассейн, в первую очередь на англоязычные острова.

## Индийская система закабаления
Около 2 миллионов индийцев с 1834 по 1917 год были вывезены из Индии в различные колонии Европы, в основном их отправляли на сахарные плантации. Резкий рост вывоза индийцев начался именно с 1833 года, когда Британия запретила рабский труд в его классическом понимании и освободила таким образом рабов-негров. При этом кабальные договоры для индийцев имели место вплоть до 1920 года. Это же способствовало распространению индийских диаспор на огромные площади по планете от Индийского океана до Тихого (острова Фиджи), началось активное смешивание людей разных рас в Карибском регионе и в Африке. Изначально британцы пытались нанимать местных жителей для работы в Натале, но затем начался ввоз туда законтрактованных работников из Индии. Французы с 18 января 1826 года действовали по-другому. На остров Реюньон привлекали рабочих через гарантированную оплату труда (12 долларов США, срок на 5 лет), требовалось перед магистратом заявить что работать человек согласен добровольно. Постепенно система наладилась, и на остров Маврикий завезли 25 000 индийских рабочих.
После запрета рабства владельцы плантаций сахарного тростника в Вест-Индии пробовала привлекать на работу уже бывших рабов-негров и договорных рабов — ирландцев, германцев, мальтийцев, португальцев для дальнейшей обработки плантаций. Но это не помогло покрыть все нужды в работниках, смертность вновь приезжающих была крайне высока и люди зачастую демонстративно отказывались отрабатывать весь срок контракта. Для пополнения рабочей силы Британия легализовала завоз индийцев на Ямайку, Тринидад и в Демерару в 1844 году. В 1848 году ввоз индийцев временно прекратился, так как был кризис в сахарной промышленности, но в 1851 наем индийцев возобновился. В 1917 году систему найма таким образом индийцев запретили, но, как указано в журнале The Economist, отмена договорного рабства произошла не из соображений гуманизма, а лишь из за снижения прибыльности, поскольку нарастала промышленная революция и ручной труд становился менее важен.

## Австралия и Океания
До 1840-х каторжников, привозимых в Австралию, часто нанимали через контракты. В течение 1860-х плантаторы Австралии, Новой Каледонии и островов Самоа использовали договоры долгосрочного типа. В течение 40 лет, вплоть до начала XX века труд на полях сахарного тростника в Квинсленде зачастую был основан на насильной вербовке и закабалении в договорное рабство, в него попали 62 000 жителей с островов Тихого океана. Людей везли с Соломоновых остров и Вануату, с других островов. Их всех называли «канаки». Людей часто именно похищали, но в документах писали о добровольном найме, оплаты зачастую не было, но по документам она шла. Устная традиция раскрыла много нелицеприятных страниц о реальном положении дел в тот период. С 1906 по 1908 Австралия депортировала многих островитян обратно. Договорное рабство в Папуа-Новой Гвинее сохранялось дольше всех в мире и ушло в историю лишь перед Второй мировой войной.

## Африка
Строительные проекты Британии в Восточной и Южной Африке требовали огромного числа рабочих. Местные африканские племена не могли дать столько людей, именно это было причиной для массового завоза индийских рабочих. В том числе индийцы строили Угандийскую железную дорогу, работали на фермах и в шахтах. Их потомки составили значительную часть более состоятельного населения в Кении и Уганде. Иди Амин, изгнавший «азиатов» из Уганды в 1972 году, изгонял именно потомков работников индийского происхождения. Большая часть населения острова Маврикий — это потомки индийских наёмных рабочих, привезённых туда между 1834 и 1921 годами.

## Правовой статус в настоящее время
В 1948 году Всеобщая декларация прав человека полностью запретила любую форму рабства (статья 4). Однако даже в США до 2000 года не было закона, запрещающего такую форму эксплуатации, как пеонаж. В США после Второй мировой войны крупные компании оплачивали переезд и размещение в США рабочих, но за это безжалостно их эксплуатировали по трудовым договорам, по сути являвшимися прямым аналогом договорного рабства. Люди работали по 15 — 18 часов в сутки. Пеонаж по сути до сих пор действует в отношении нелегальных рабочих-мигрантов.